# Шляхов Юрій Вікторович
Юрій Вікторович Шляхов (27 травня 1983, Дніпропетровськ — 23 липня 2019, Дніпро) — український стрибун у воду, бронзовий чемпіон з індивідуальних стрибків серед чоловіків на Літній Універсіаді 2007 року в Бангкоку.

## Кар'єра
Офіційний дебют — виступ на Літніх Олімпійських іграх 2004 року в Афінах, де він посів двадцять шосте місце в стрибках з висоти 3 м серед чоловіків, із загальним рахунком 377,19 очка.
На Літній Олімпіаді 2008 року в Пекіні виступив зі загальним рахунком 405,15 очка у видовищному виконанні стрибка з висоти 3 м серед чоловіків. Він посів 23 місце з 29 можливих у попередніх змаганнях, що не дозволило йому вийти в півфінал.